# 島根県道22号松江停車場線
島根県道22号松江停車場線（しまねけんどう22ごう まつえていしゃじょうせん）は、島根県松江市を通る県道（主要地方道）である。

## 概要

### 路線データ
- 起点：島根県松江市朝日町（くにびき大橋南詰交差点（山陰本線 松江駅北口）、島根県道21号松江島根線交点）
- 終点：島根県松江市朝日町（朝日町交差点、島根県道21号松江島根線旧道交点、島根県道253号宍道湖公園線終点）

## 歴史
- 1993年（平成5年）5月11日 - 建設省から、県道松江停車場線が松江停車場線として主要地方道に指定される[1]。

## 地理

### 通過する自治体
- 松江市

### 交差する道路
| 交差する道路                                            | 交差する場所 | 交差する場所                  |
| ------------------------------------------------------- | ------------ | ----------------------------- |
| 島根県道21号松江島根線                                  | 朝日町       | くにびき大橋南詰交差点 / 起点 |
| 島根県道21号松江島根線 / 旧道 島根県道253号宍道湖公園線 | 朝日町       | 朝日町交差点 / 終点           |

### 沿線
- JR西日本山陰本線 松江駅